# Grote Moedergodin

Symbool van de Drievuldige Godin: met wassende, volle en afnemende maan

De Grote Moedergodin of Drievuldige Godin is een moedergodin die vereerd wordt door onder andere wicca en andere neoheidense groepen.
Men beeldt haar af in drie fasen: de Jonge Maagd, de Moeder en de Oude Vrouw, die ieder zowel een fase in het leven van een vrouw als een fase van de maan symboliseren. Zij representeert het vrouwelijk deel van een duotheïstisch systeem met de mannelijke Gehoornde God als tegenhanger. Volgens de historicus Ronald Hutton zou het concept van de Drievuldige Godin door de dichter Robert Graves bedacht zijn.